# Reality/Dancin' in Hip-Hop
「Reality/Dancin' in Hip-Hop」（リアリティ/ダンシン・イン・ヒップホップ）は、日本の歌手・鈴木あみの12枚目のシングル。2000年9月27日にTRUE KiSS DiSCよりリリースされた。

## 解説
- 小室哲哉プロデュース並びに"鈴木あみ"名義、TRUE KiSS DiSCから発売された最後のシングルとなっている。
- 両A面シングル。プロモーションビデオは、「Reality」のみ作られた。「Dancin' in Hip-Hop」はMEAN MIMIの英語ラップがフィーチャーされていて、歌詞もほとんどが英語。
- 2000年当時「COUNT DOWN TV」と「HEY3 X'mas SP」ではRealityのアレンジが披露された。このバージョンは前述の番組で披露されただけで、CDなどには未収録となってる。
- 後に2曲はベストアルバム『FUN for FAN』に収録された。オリジナルアルバム未収録曲になっている。

## 収録曲
全曲作曲・編曲：小室哲哉
1. Reality - TK Original mix
作詞：小室みつ子・小室哲哉
ブルボン「チョコでつつんだシリーズ」CMソング
2. Dancin' in Hip-Hop - Original mix
作詞：あみ・小室哲哉／Rap作詞：MEAN MIMI
カネボウ「プロスタイルフォーミングワックス」CMソング
3. Dancin' in Hip-Hop - Club mix
4. Reality - Instrumental
5. Reality - Acappella